# ضربدر

نشانهٔ ضربدر

ضربدر نشانه‌ای به شکل دو خط مایل متقاطع است (با نمادهای x، ×، X، ✕، ☓، ✖، ✗، ✘ و… ) که برای نمایش مفهوم نفی (مانند «خیر، این مورد بررسی نشده»، «خیر، من موافق نیستم») و همچنین تایید (مثلاً در برگه‌های رأی انتخاباتی) استفاده می‌شود. این نشانه اغلب مخالف تیک است.
همچنین افراد بی‌سوادی که نمی‌توانند نام خود را بنویسند، گاهی از آن به عنوان جایگزینی برای امضا استفاده می‌کنند. معمولاً استفاده از این نماد برای این هدف باید همراه با شاهدی باشد تا اعتبار یابد.
به عنوان یک فعل، «ضربدر زدن» به معنای افزودن چنین نشانه‌ای است. استفاده از این نشانه مخصوصا در فرم‌های چاپی و سندهایی که در آن‌ها مربع‌هایی برای اینکار در نظر گرفته شده رایج است.

## یونی‌کد
یونی‌کد، چندین نماد مرتبط را برای ضربدر فراهم آورده است:
| نماد | کد یونی‌کد (مبنای شانزده) | نام                                   |
| ---- | ------------------------ | ------------------------------------- |
| ✗    | U+2717                   | BALLOT X (cross)                      |
| ✘    | U+2718                   | HEAVY BALLOT X (bold cross)           |
| ☐    | U+2610                   | BALLOT BOX (square)                   |
| ☒    | U+2612                   | BALLOT BOX WITH X (square with cross) |

نشانهٔ x معمولاً به شکل نامتقارن پرداخت می‌شود و با نمادهای متقارن ضربدر و ضرب خارجی در ریاضی تفاوت دارد:
| نماد | کد یونی‌کد (مبنای شانزده) | نام       |
| ---- | ------------------------ | --------- |
| ×    | U+00D7                   | علامت ضرب |
| ⨯    | U+2A2F                   | ضرب خارجی |